# Ребола
Ребола — містечко у провінції Біоко-Норте, Екваторіальна Гвінея.

## Клімат
Селище знаходиться у зоні, котра характеризується мусонним кліматом. Найтепліший місяць — лютий із середньою температурою 26.7 °C (80.1 °F). Найхолодніший місяць — серпень, із середньою температурою 24.1 °С (75.4 °F).
| Клімат Реболи           | Клімат Реболи | Клімат Реболи | Клімат Реболи | Клімат Реболи | Клімат Реболи | Клімат Реболи | Клімат Реболи | Клімат Реболи | Клімат Реболи | Клімат Реболи | Клімат Реболи | Клімат Реболи | Клімат Реболи |
| Показник                | Січ.          | Лют.          | Бер.          | Квіт.         | Трав.         | Черв.         | Лип.          | Серп.         | Вер.          | Жовт.         | Лист.         | Груд.         | Рік           |
| Середній максимум, °C   | 28,7          | 29,6          | 29,3          | 28,8          | 28            | 26,8          | 25,6          | 25,5          | 26,2          | 26,9          | 27,7          | 28,2          | 27,6          |
| Середня температура, °C | 26,1          | 26,7          | 26,5          | 26,3          | 25,9          | 25,1          | 24,2          | 24,1          | 24,5          | 24,9          | 25,4          | 25,8          | 25,5          |
| Середній мінімум, °C    | 19,1          | 19,6          | 20            | 19,6          | 19,7          | 19,3          | 19,1          | 19,1          | 19            | 19,2          | 19,4          | 19            | 19,3          |
| Норма опадів, мм        | 49            | 75.2          | 164.1         | 212.3         | 277           | 336.8         | 449.8         | 448.9         | 421           | 368.8         | 149           | 51.2          | 3003.1        |
| Днів з опадами          | 5,9           | 8,7           | 14,8          | 17,4          | 19,6          | 19,8          | 22            | 24,5          | 24,8          | 22,9          | 12,7          | 6,6           | 199,7         |
| Вологість повітря, %    | 79.9          | 78.7          | 80.8          | 81.6          | 83.2          | 84.2          | 85.4          | 85.6          | 85.1          | 85.2          | 84.5          | 82.1          | 83            |
| ----------------------- | ------------- | ------------- | ------------- | ------------- | ------------- | ------------- | ------------- | ------------- | ------------- | ------------- | ------------- | ------------- | ------------- |
| Джерело: Weatherbase    |               |               |               |               |               |               |               |               |               |               |               |               |               |